# Берни (фильм)
«Берни» (англ. Bernie) — чёрная комедия Ричарда Линклейтера, вышедшая на экраны в 2011 году. Фильм основан на реальных событиях, имевших место в городке Картидж, штат Техас в 1996 году.

## Сюжет
Гробовщик Берни Тиде был любимцем жителей городка Картидж, штат Техас. Он всегда был готов протянуть руку помощи тем, кто потерял близких, а особенно вдовушкам. Между ним и богатой, но стервозной вдовой Марджори Ньюджент завязалась дружба. Берни путешествовал с Мардж, а вскоре стал распоряжаться её финансами. Однако запросы Мардж только росли, она ревновала его к друзьям, и вот уже Берни не мог и шагу ступить без вдовы. В один прекрасный день Берни не выдержал и застрелил старушку. Девять месяцев он скрывал её смерть от жителей маленького городка. Когда же стало известно об убийстве и Берни начали судить, весь городок встал на его защиту.
Местный окружной прокурор — Дэнни Бак Дэвидсон обвиняет Тиде в умышленном (преднамеренном) убийстве. Тиде арестован, и вскоре он признается, что убил Мардж, утверждая, что ее эмоциональное состояние и моральное давление являлись смягчающими обстоятельствами. Несмотря на это признание, многие жители Карфагена по-прежнему выступают в его защиту, а некоторые даже утверждают, что Марджори Нуджент заслуживала смерти. Разочарованный Дэвидсон просит изменить место слушания на город Сан-Августин, в 50 милях от Картиджа, чтобы избежать предвзятости жюри, его просьбу удовлетворяют.
Происходит суд. Несмотря на отсутствие доказательств в преднамеренности убийства, Берни признают виновным по обвинению и приговаривают к пожизненному заключению.

## В ролях
- Джек Блэк — Берни Тиде
- Ширли Маклейн — Марджори Нуджент
- Мэттью Макконахи — Дэнни Бак Дэвидсон
- Брейди Коулман — Скраппи Холмс
- Ричард Робишо — Ллойд Хорнбакл
- Рик Диал — Дон Леггетт
- Брэндон Смит — шериф Хакаби
- Ларри Джек Дотсон — Преподобный Вудард
- Меррили МакКоммас — Молли
- Мэтью Грир — Карл
- Гэбриель Луна — Кевин
- Кей Эпперсон — Таунсперсон (говорил с Берни на тюремной сцене)
- Сонни Карл Дэвис — Таунсперсон 2

## Премии
- Номинация на премию «Независимый дух» за лучший фильм (2012).
- Джек Блэк — номинация на премию «Независимый дух» за лучшую мужскую роль (2013).
- Джек Блэк — номинация на премию «Золотой глобус» за лучшую мужскую роль — комедия или мюзикл (2013).

## Производство
Съемка основной части картины заняла 22 дня, в течение сентября-октября 2010 года. Съемки велись в Бастропе, Смитвилле, Джорджтауне, Локхарте, Картидже и Остине, штат Техас.
В фильме смешивают документальные и вымышленные элементы. Например, в картине есть интервью с гражданами Картриджа; некоторые из интервью — с актерами, в то время как горожане играют сами себя.
Ричард Линклейтер сказал, что сценарий, который он написал в соавторстве со Скипом Холландсвортом, был скучным, и что «элемент документального кино почти не позволил снять интересный фильм, он скучен. Но в нем будут забавные персонажи, просто расставьте для себя правильные акценты».

## Критика
Фильм получил преимущественно благоприятные отзывы.
На агрегаторе рецензий Rotten Tomatoes фильм имеет рейтинг 88 %, что основано на 171 рецензии критиков, со средним рейтингом 7,4 из 10. Критический консенсус сайта гласит: «Фильм „Берни“, Ричарда Линклейтера — это мягко рассказанная и неожиданно забавная комедия о настоящем преступлении, которая во многом выигрывает благодаря впечатляющей игре Джека Блэка».
На Metacritic, фильм набрал 75 из 100 баллов, на основе 35 обзоров.
Роджеру Эберту из Chicago Sun-Times понравился фильм, он присудил ему 3,5 звезды из 4. Он высоко оценил игру Джека Блэка и руководство Линклейтера, сказав, что «гениальность режиссера была в том, что он увидел Джека Блэка в роли Берни Тиде».
Критик Джонатан Розенбаум назвал фильм шедевром, описав его как сопутствующую часть к фильму Линклейтера «Братья Ньютон» 1998 года и сказав, что сценарий «настолько хорош, что юмор не может быть сведен к простой сатире; целое сообщество начинает говорить через фильм, и ему есть, что сказать. На самом деле, трудно вспомнить о других событиях американской жизни в маленьких городках, которые были бы такими же богатыми, теплыми и сложными, по крайней мере, в последние годы».